# Mongolische Eishockeynationalmannschaft
Die mongolische Eishockeynationalmannschaft ist die Auswahl der besten Spieler des mongolischen Eishockeyverbandes, der erst 1999 in die Internationale Eishockey-Föderation (IIHF) aufgenommen wurde. Die Mannschaft nahm nach den Teilnahmen an den Winter-Asienspielen 1999 und 2003 bei der Weltmeisterschaft der Division III 2007 in Dundalk, Irland, erstmals an einer Weltmeisterschaft teil. Das Team der Männer wird nach der Weltmeisterschaft 2014 in der IIHF-Weltrangliste auf Platz 49 geführt.
Bei dieser ersten WM-Teilnahme musste sich die Mongolei zwar in jedem Spiel zweistellig geschlagen geben, spielte jedoch im Vergleich zu Erstauftritten anderer Nationen bei Weltmeisterschaften noch relativ gut: Zwei Spiele wurden „nur“ mit neun Toren Unterschied verloren, nie war die Differenz höher als 14 Tore. Ein Jahr später gab es zwar mit 0:17 gegen Nordkorea eine Rekordniederlage, aber in den fünf verlorenen Spielen wurden immerhin insgesamt elf Tore erzielt (2007: 3 Tore in vier Spielen). Zur WM 2009 erhielt die Mannschaft kein Einreisevisum, so dass alle Spiele mit 0:5 gewertet wurden. Eine Teilnahme bei der WM 2011 scheiterte an Problemen bei der Finanzierung und Beschaffung von Ausrüstung. Im Jahr 2013 nahm die Mongolei an der Vorqualifikation zur Eishockey-WM, Division III teil. Hierbei verlor die mongolische Auswahl ihre Spiele gegen Griechenland und die Vereinigten Arabischen Emirate jeweils knapp, gewann aber gegen Georgien mit 6:0. Die Qualifikation für die Division III wurde mit dem erreichten 3. Platz dennoch verpasst. Anschließend dauerte es zehn Jahre, bis die Mongolen wieder an einer Weltmeisterschaft teilnahmen. Beim Turnier der Division IV 2023 im heimischen Ulaanbaatar belegten sie den zweiten Platz und verpassten den Aufstieg in die Division III nur durch eine knappe 6:7-Niederlage nach Verlängerung gegen die Philippinen.
Ihre bisher größten Erfolge konnten die Mongolen beim IIHF Challenge Cup of Asia erzielen, als 2018 und 2019 jeweils das Turnier gewonnen werden konnte. Im Rahmen des Challenge Cups 2013 gelang mit einem 20:0-Erfolg gegen Indien am 16. März 2013 in Bangkok der bisher höchste Sieg in der Länderspielgeschichte des Landes.

## Platzierungen bei internationalen Turnieren

### Weltmeisterschaften
- 2007: Platz 45 (5. Division III)
- 2008: Platz 46 (6. Division III)
- 2009: Platz 46 (6. Division III, nicht angetreten)
- 2010: Platz 48 (4. Division III, Gr. B)
- 2011: Platz 46 (6. Division III, nicht angetreten)
- 2012: Platz 46 (6. Division III)
- 2013: Platz 47 (3. Qualifikation zur Division III)
- 2014–2022 nicht teilgenommen
- 2023: Platz 53 (2. Division IV)
- 2024: Platz 53 (1. Division IV)
- 2025: Platz 50 (4. Division III, Gr. B)

### Winter-Asienspiele
- 1999: 5. Platz
- 2003: 6. Platz[1]
- 2007: nicht teilgenommen
- 2011: 9. Platz (4. Premier Division)
- 2017: 8. Platz (4. Division I)

### Challenge Cup of Asia
- 2009: 5. Platz
- 2010: 6. Platz
- 2011: nicht teilgenommen
- 2012: nicht teilgenommen
- 2013: 3. Platz
- 2014: 3. Platz
- 2015: 3. Platz
- 2016: 3. Platz
- 2017: 2. Platz
- 2018: 1. Platz
- 2019: 1. Platz